# 6015 Paularego
A 6015 Paularego (ideiglenes jelöléssel 1991 PR10) a Naprendszer kisbolygóövében található aszteroida. Henry Holt fedezte fel 1991. augusztus 7-én.